# Stettin Bay
Stettin Bay (także Stetin Bay) – zatoka w południowej części Morza Bismarcka (Ocean Spokojny), u wybrzeży wyspy Nowej Brytanii, należącej do Papui-Nowej Gwinei; część zatoki Kimbe Bay. Rozciąga się między półwyspem Willaumez Peninsula na zachodzie a półwyspem Hoskins Peninsula na wschodzie. W wodach zatoki występują rafy koralowe, m.in.: Grabo Reef, Reeson Reef, Roberts Reef, Mowen Reef, Fish Reef. Nad zatoką położona jest stolica prowincji Nowa Brytania Zachodnia, Kimbe. Pozostałe miejscowości to: Ruango, Gaungo, Mai i Kullingai. U wybrzeży Stettin Bay znajduje się także lotnisko Kimbe. Na terenach przybrzeżnych występują tartaki i plantacje. Nazwa zatoki pochodzi od miasta Szczecin (niem. Stettin) i ukształtowała się w czasach, kiedy Nowa Brytania była kolonią niemiecką, a Szczecin leżał na terytorium Cesarstwa Niemieckiego.